# دخلة الورق
دُخَّلَة الورق أو هازجة الورق هي طيور صغيرة آكلة للحشرات من الجواثم تنتمي إلى جنس Phylloscopus.
كانت طيور دخلة الورق مدرجة سابقًا في فصيلة هوازج العالم القديم ولكنها تعتبر الآن تنتمي إلى فصيلة Phylloscopidae التي أُدخلت في عام 2006. تضمنت الفصيلة في الأصل جنس هزّاز الذيل [الإنجليزية] (Seicercus)، ولكن نُقلت جميع الأنواع إلى Phylloscopus في التصنيف الأحدث. طيور دخلة الورق نشطة، وتتحرك باستمرار، وغالبًا ما تحرك أجنحتها أثناء جمع أوراق الشجر للحشرات على طول أغصان الأشجار والشجيرات. إنها تتغذى عند مستويات مختلفة داخل الغابات، من أعلى الظلة إلى المستوى الأسفل. معظم الأنواع إقليمية بشكل ملحوظ في كل من أماكنها الصيفية والشتوية. معظمها مُخضرّة أو ضاربة إلى البني من الأعلى وضاربة إلى الزُّهْرَة (والزُّهْرَة: بياض مصفر أو ضارب إلى الرمادي) أو مُصفرّة من الأسفل. بالمقارنة مع بعض طيور الدُخَّلَة الأخرى، فإن تغريداتهم بسيطة للغاية. الأنواع التي تتكاثر في المناطق المعتدلة عادةً ما تكون مهاجرة بقوة.

## روابط خارجية
- فيديوهات دخلة الورق على مجموعة الطيور على الإنترنت (Internet Bird Collection)